# Джалал-уд-дін Фіруз Хілджі
Джалал-уд-дін Фіруз Хілджі (*д/н —20 липня 1296) — 1-й делійський султан з династії Хілджі у 1290–1296 роках.

## Життєпис
Походив з впливового тюркського роду Хіджі, що мав значний вплив у Бенгалії та Біхарі. Син Каїм-хана. Замолоду брав активну участь в інтригах проти султанів. Замирився із султаном Балбаном. Втім після смерті останнього у 1287 році вирішив скористатися розбрадом, що почався в державі. У 1290 році домігся себе звання еміра, а після параліча в султана Кейкабада рушив на Делі. Тут він захопив султана Каюмарса та Кейкабада, а незабаром стратив їх.
Після цього 13 липня сам посів трон, заснувавши династію Хілджі. У своїй політиці він повернувся до часів Балбана,  знову назначив чиновників останнього. Водночас найвищі посади розподілив між трьома синами. У 1292 році зумів відбити навалу монголів, які захопили Пенджаб.

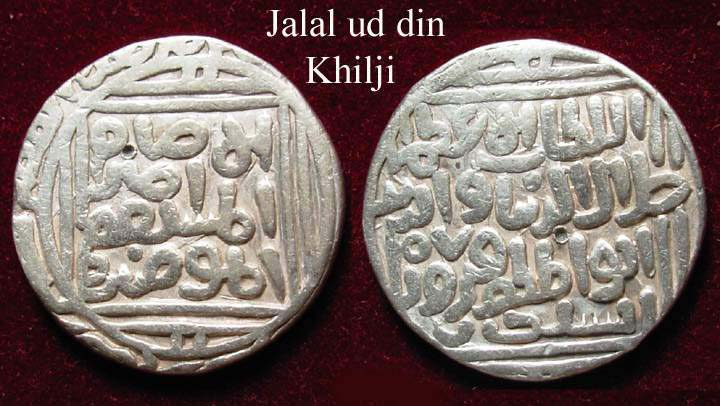
Монети Фіруза Хілджі

Такий розподіл не сподобався його небіжу — Алауддіну, який зі своєї ставки у місті Кара (у сучасному штаті Уттар-Прадеш) почав здійснювати успішні набіги на південні індуські держави. Все це сприяло зростанню сили та впливу Алауддіна. Зрештою у 1296 році він захопив Девагірі, столицю Сеунів, де зібрав великі скарби, а після цього тріумфально повернувся до Кари. Сюди ж було запрошено Джала-уд-діна Фіруза, де султан потрапив у пастку й загинув. Після цього Алауддін, зламавши спротив сина Фіруза Рук-уд-діна захопив трон делійських султанів.